# Buštranje (Vranje)
Pour les articles homonymes, voir Buštranje.
Buštranje (en serbe cyrillique : Буштрање) est un village de Serbie situé sur le territoire de la Ville de Vranje, district de Pčinja. Au recensement de 2011, il comptait 411 habitants.

## Démographie
| 1948  | 1953  | 1961  | 1971 | 1981 | 1991 | 2002 | 2011 |
| ----- | ----- | ----- | ---- | ---- | ---- | ---- | ---- |
| 1 080 | 1 119 | 1 029 | 822  | 667  | 592  | 487  | 411  |

|  |